# Ceredolo dei Coppi
Ceredolo dei Coppi (o Ceredolo de' Coppi, talvolta Cerredolo de’ Coppi) è una frazione del comune di Canossa, in provincia di Reggio Emilia in Emilia-Romagna.

## Geografia fisica
Situato a un'altitudine di circa 590 m s.l.m., il paese è immerso nel verde e molteplici sono i sentieri nei boschi e le strade sterrate che permettono di raggiungere luoghi molto panoramici, come la cima del Monte Tesa (690 m s.l.m.) e del Monte Pulce (739 m s.l.m.), incontaminati come le sponde del Rio Cerezzola o della Campola, o i paesi limitrofi quali Cavandola, Vercallo, Canossa, Rossena, Casalino, Votigno, Bergogno. Data la sua posizione rialzata, è possibile godere di una vista a 360 gradi del paesaggio: dirigendo lo sguardo verso valle si possono osservare il castello di Rossena Archiviato il 31 marzo 2022 in Internet Archive. e la torre di Rossenella, mentre volgendosi verso sud-ovest si scorgono le cime appenniniche e si intravede la Pietra di Bismatova. A pochi chilometri dal paese si trovano anche i resti del Castello di Canossa e i calanchi.
I sentieri principali che transitano per il paese sono il Sentiero Matilde (SM), il Sentiero dei Ducati (SD), il Sentiero Partigiani, sent. 650, sent. 652 e sent. 654, oltre ad altre carraie attraverso le quali è possibile raggiungere anche il Monte Barazzone, il Mulino del Diavolo e le località sopra citate.
Il clima si presenta con estati secche e ventilate, mentre nel periodo invernale non sono rare nevicate, talvolta anche abbondanti, a partire dal mese di novembre fino a marzo.

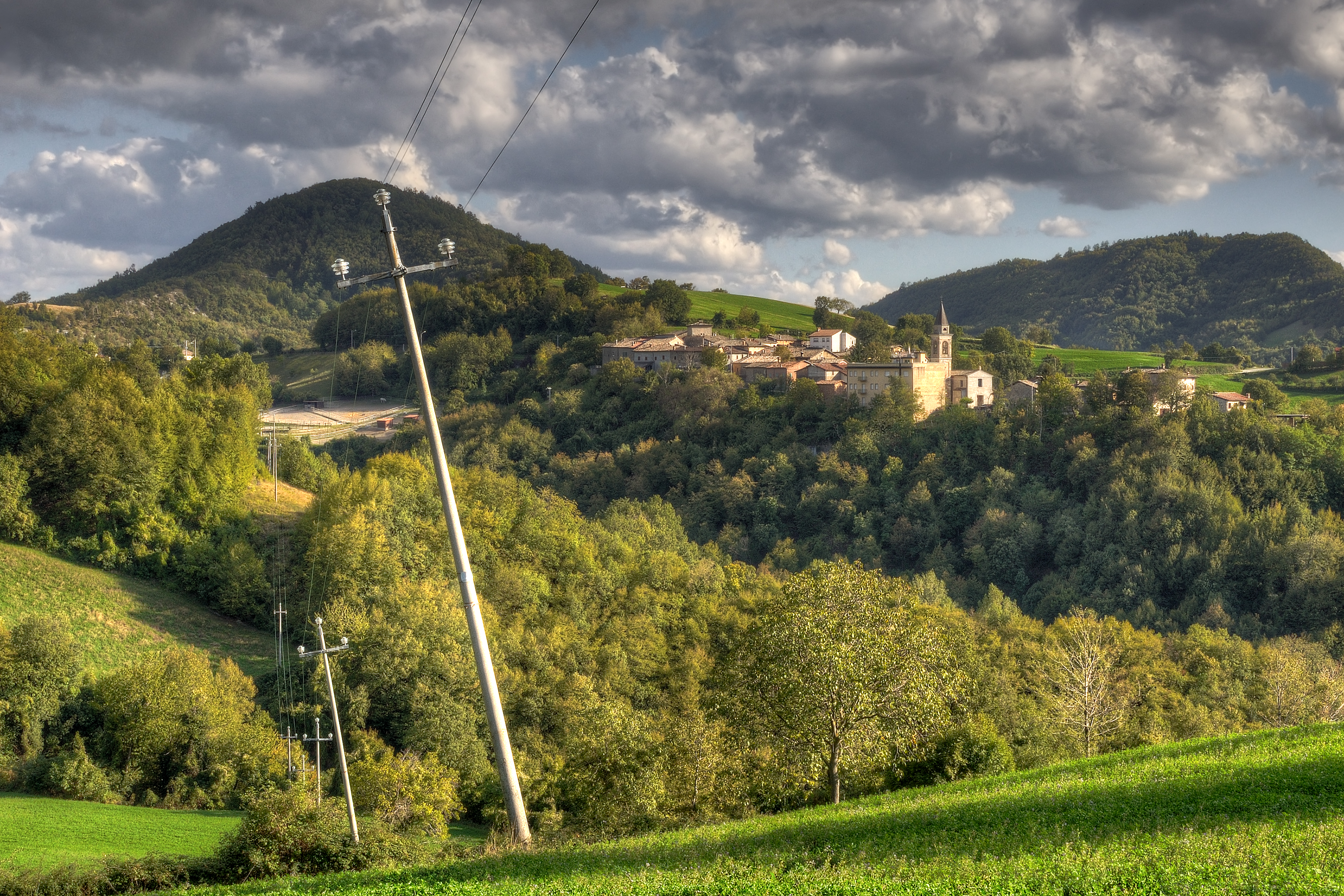
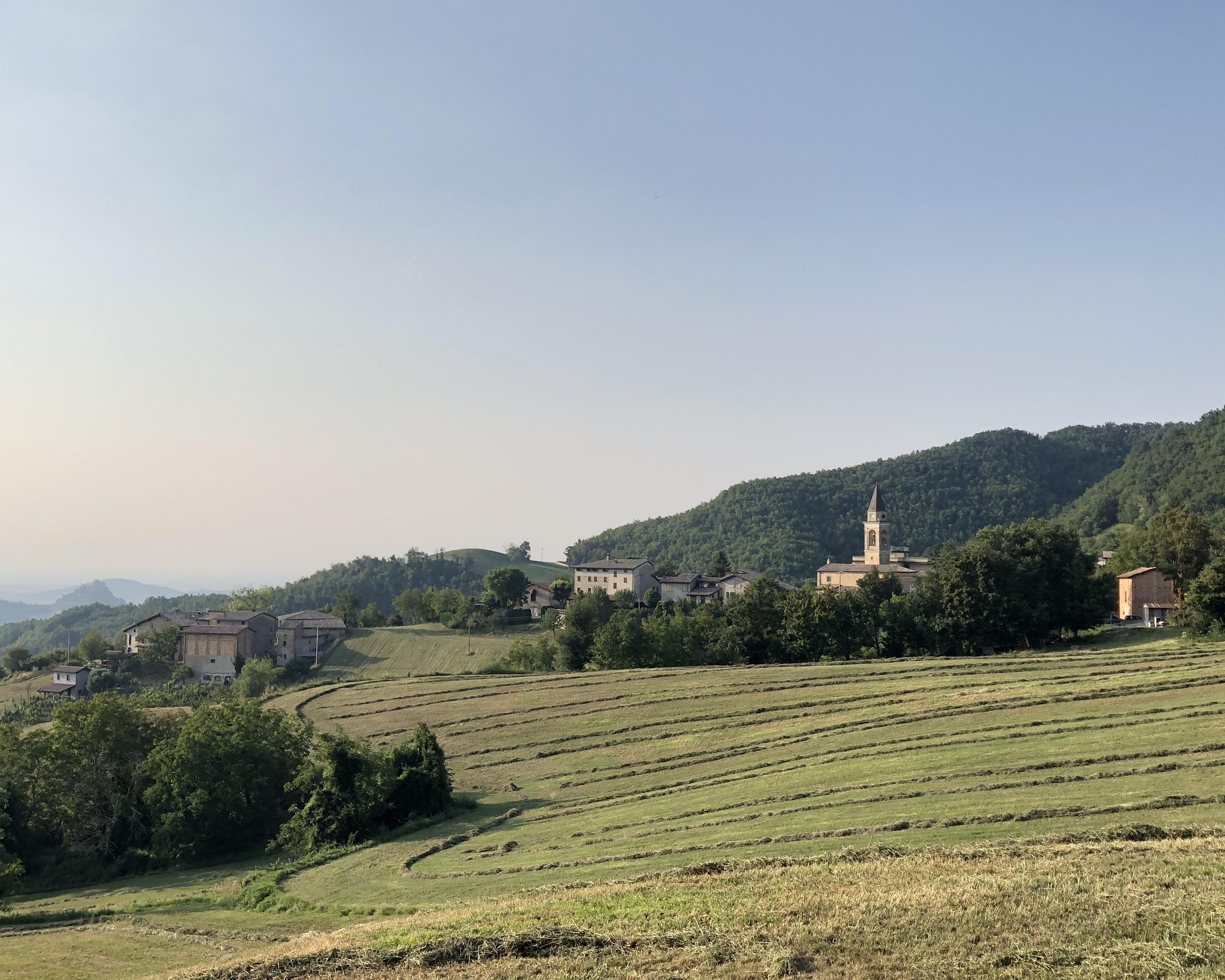
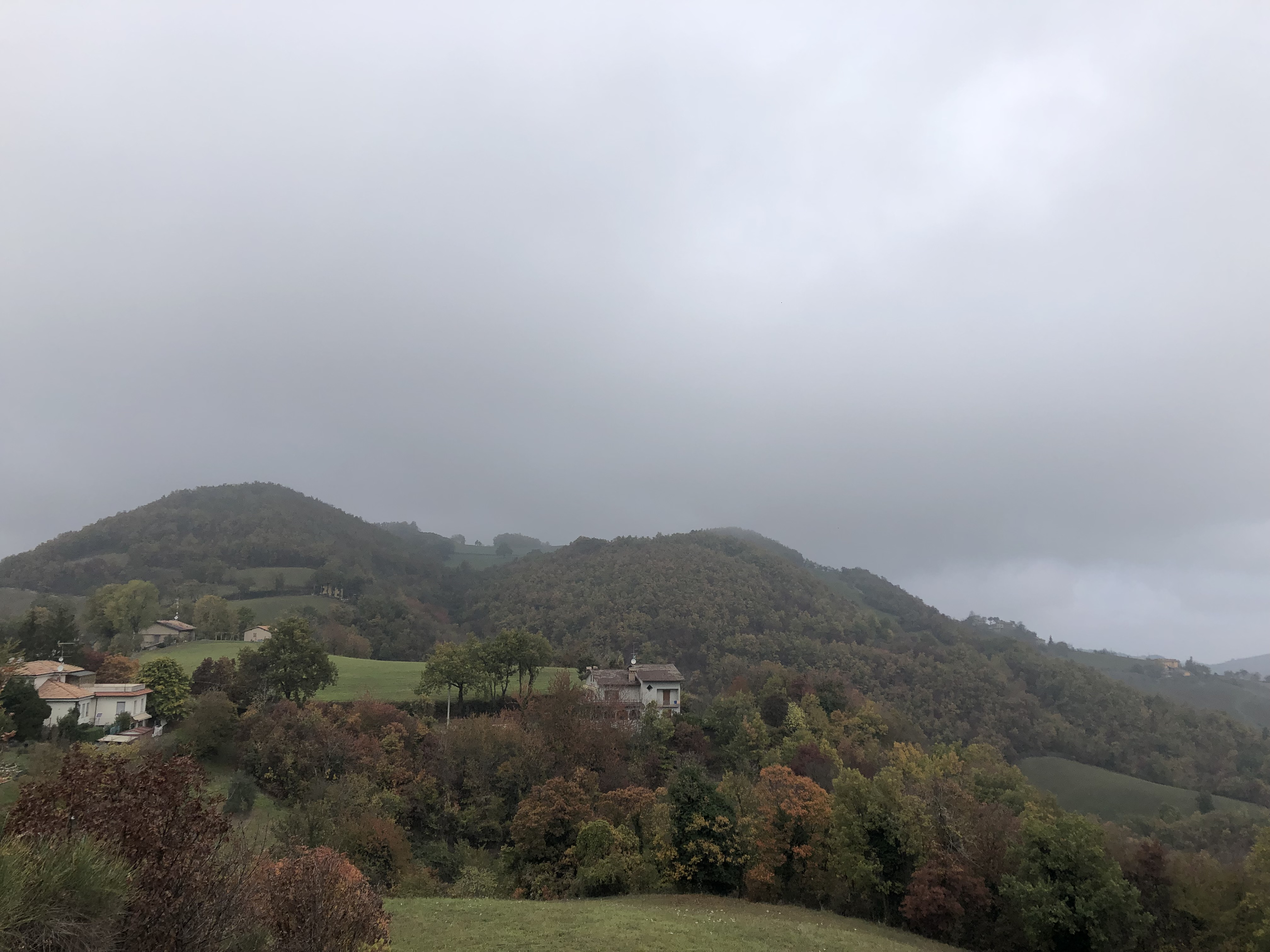
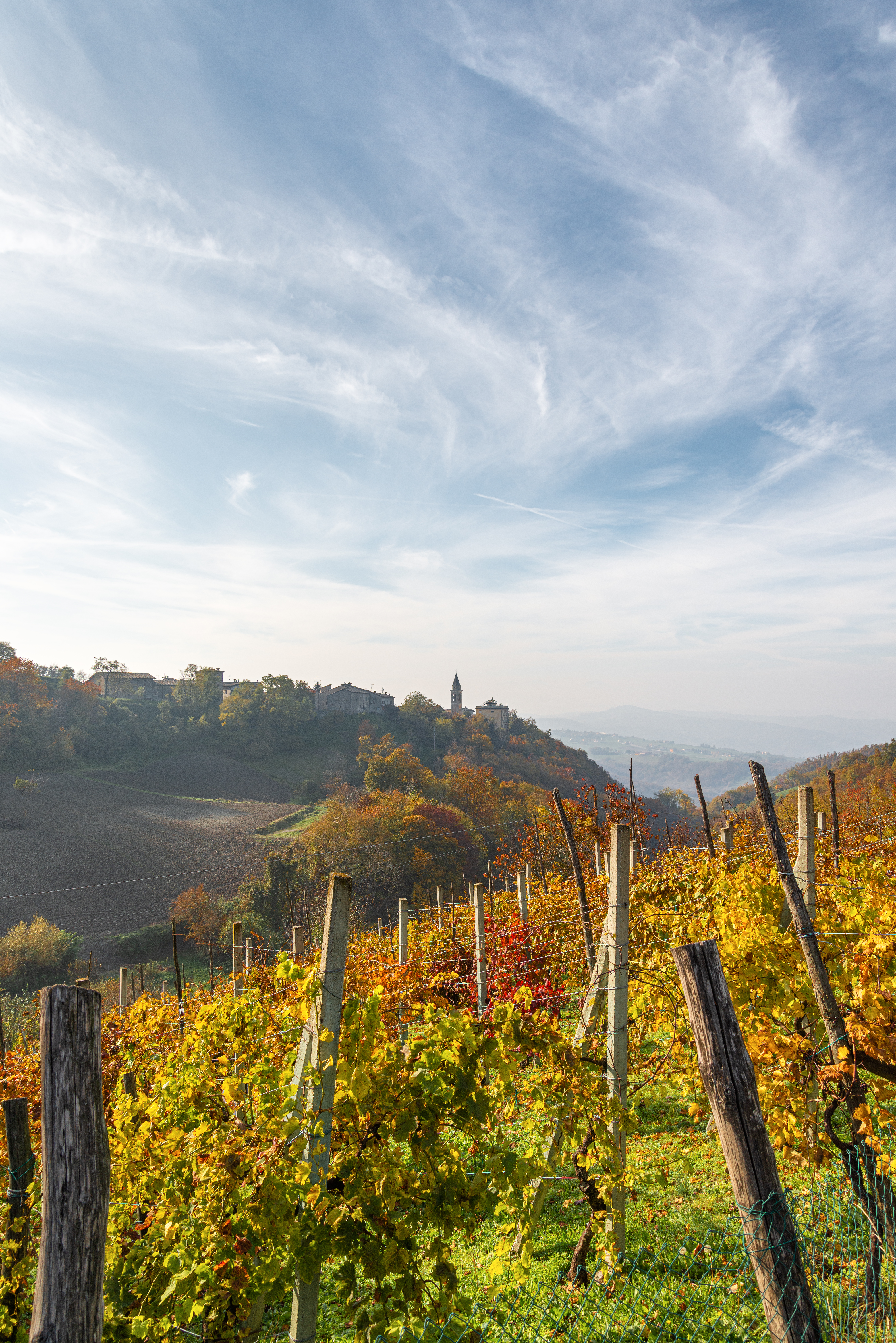
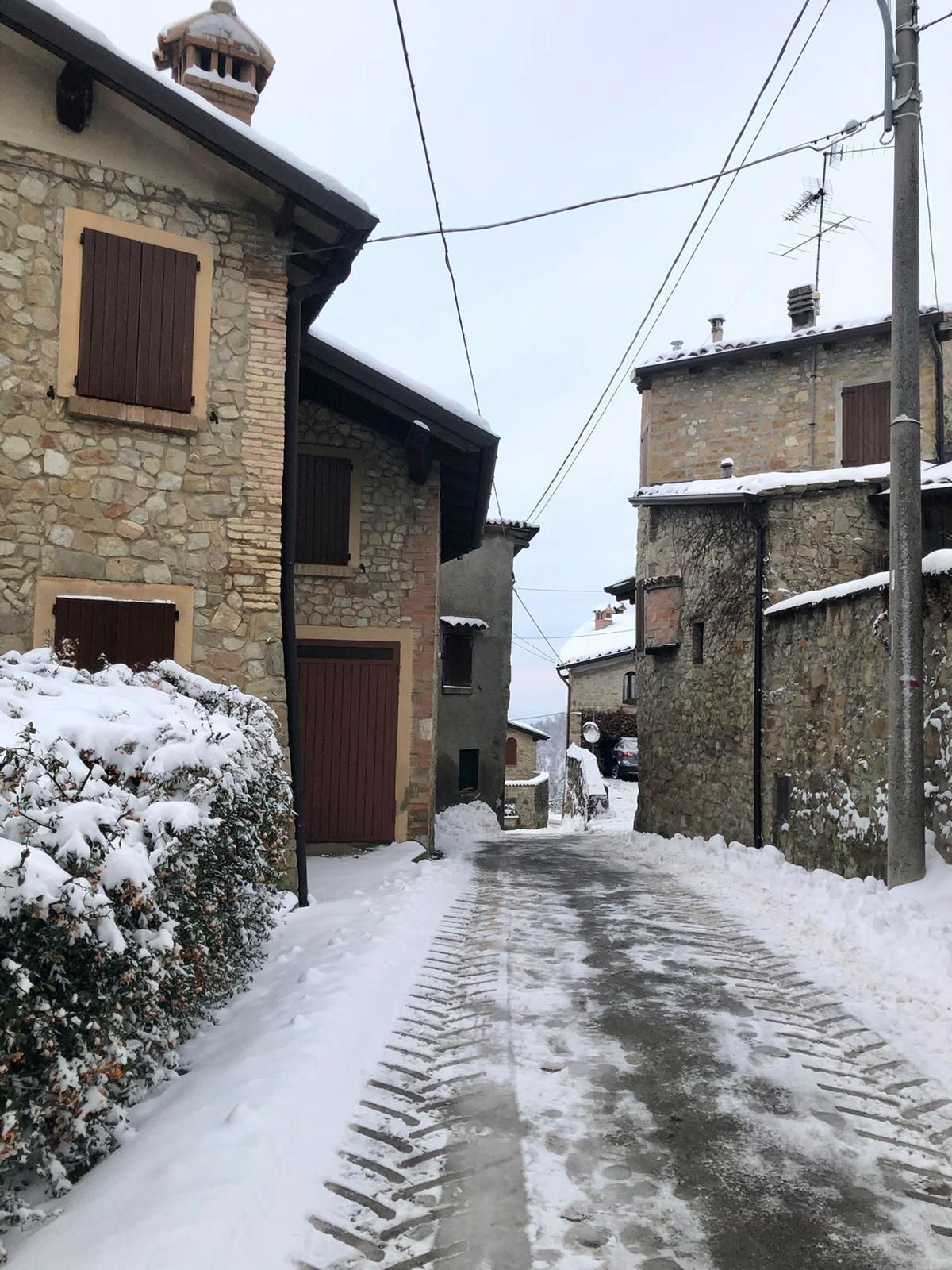
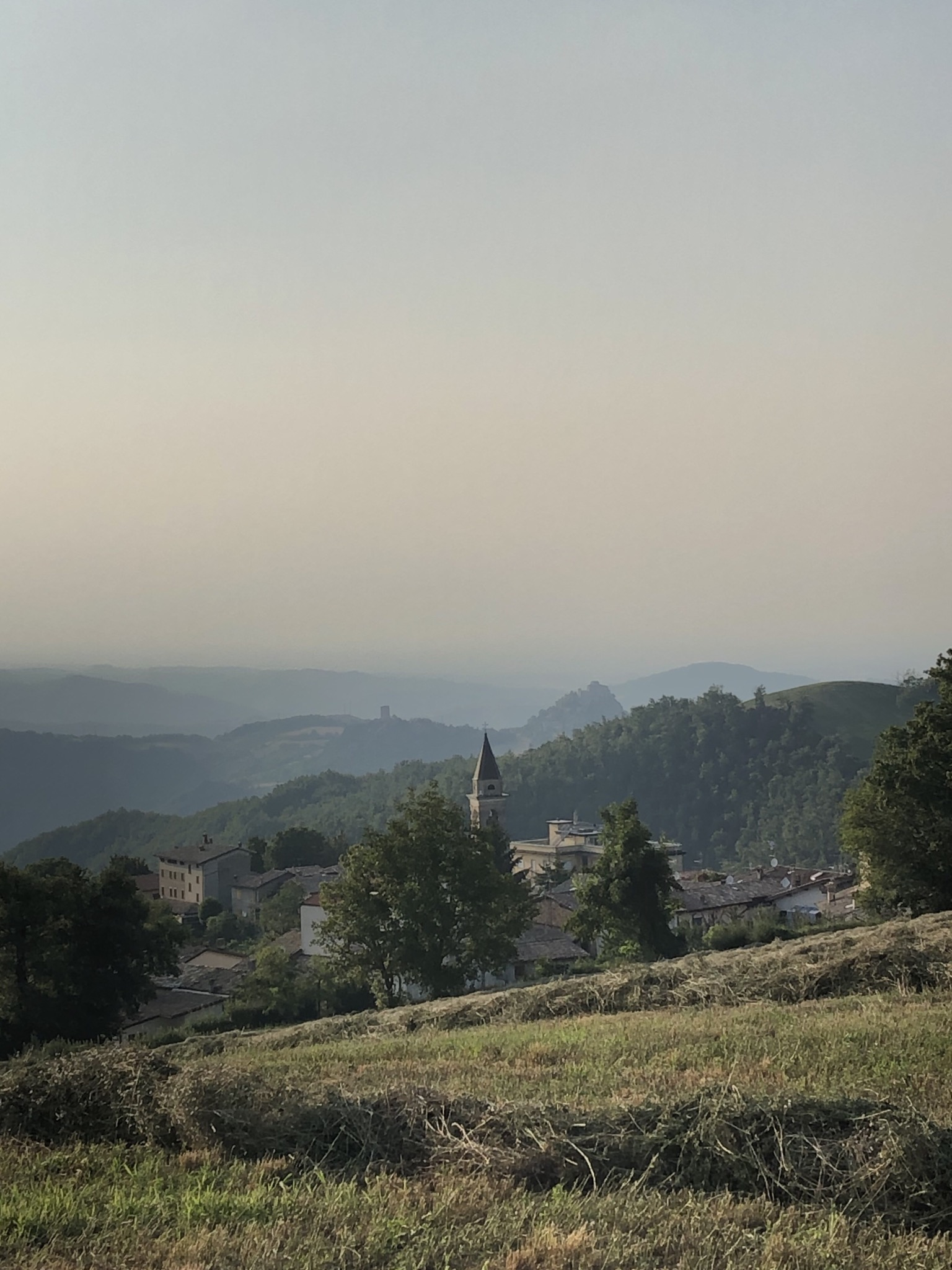

## Storia
La tradizione vuole che il nome di questa località derivi dalla presenza di cerri (alberi di imponenti dimensioni appartenenti alla famiglia delle Fagaceae) e di fornaci per la produzione di laterizi (in particolare coppi) che erano presenti in passato, essendovi nei dintorni terreni argillosi. Il sito fu abitato sin dal Medioevo e la borgata di Ceredolo viene citata in una carta del 1116, dove l'imperatore Enrico V riconosce alcuni possedimenti del clero "in Ceretullo".

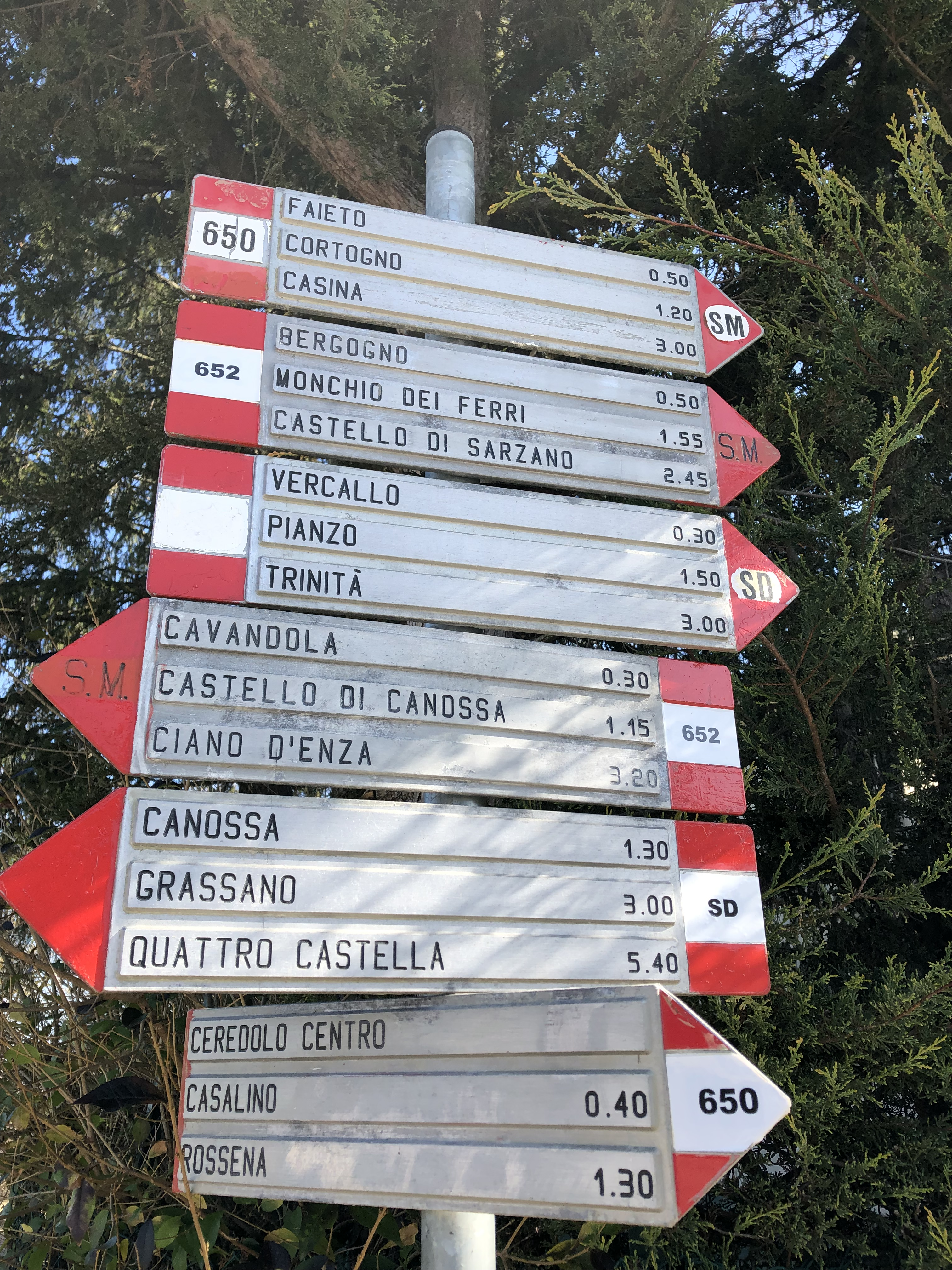
Segnaletica dei sentieri - Ceredolo dei Coppi (piazza)

All'ingresso del borgo spicca una casa-torre cinquecentesca. Una singolare caratteristica di alcuni edifici di questa località è la presenza di "sporti apotropaici", ossia una sorta di bugne sporgenti dalle pareti esterne, il cui vero significato è ancora un mistero. Si pensa che avessero il potere di allontanare eventuali influssi maligni e che siano dunque legati ad antiche credenze locali. La chiesa parrocchiale, dedicata a San Pellegrino, risale ai primi decenni dell'Ottocento.
La storia recente del paese riporta agli avvenimenti del 1944-1945, durante l'occupazione nazi-fascista del territorio appenninico. Le prime apparizioni delle truppe nemiche nel territorio di Ciano d'Enza, oggi capoluogo del comune di Canossa, avvengono nei primi giorni di ottobre del 1944.  Da questo momento cominciano saccheggi nelle case e nelle stalle e uccisioni. Ceredolo dei Coppi non è esente da questi episodi cruenti e, in particolare, si ricorda la fucilazione di due uomini, poi appesi per i piedi ad un albero all'ingresso del paese.
Il 20 dicembre 1944 una vettura nemica viene attaccata da un gruppo di partigiani nei pressi di Ceredolo, lungo la strada che porta a Vercallo: tre tedeschi riescono a mettersi in salvo con la fuga, mentre due vengono feriti gravemente. Tra questi ultimi è presente il Capitano Volkmar Seifert, comandante della Lehrstab für Bekämpfung von der Armee (ossia Scuola di addestramento per la lotta alle bande) che muore poi nell'ospedale militare tedesco di Reggio Emilia. I partigiani entrano in possesso di documenti importanti a bordo del veicolo riguardanti il sistema di spionaggio tedesco adottato nella zona. L'episodio scatena la reazione nazista che culmina con la rappresaglia e l'uccisione di dodici persone (undici partigiani e un civile) tra il 21 e il 23 dicembre nei pressi di Vercallo. I corpi vengono lasciati sulla neve per qualche giorno come monito per la popolazione locale. Questo evento passa alla storia come Eccidio di Vercallo.
Il 7 marzo 1945, un gruppo di partigiani attacca una pattuglia nemica transitante per il paese. Tra i caduti viene ricordato Dante Notari, detto Saetta, con una lapide commemorativa nella piazza all'ingresso del paese che riporta la dicitura: “Notari Dante - Saetta / Classe 1920 / Qui il 7 marzo 1945 cadde per la libertà colpito dal piombo dell’invasore nazista”.

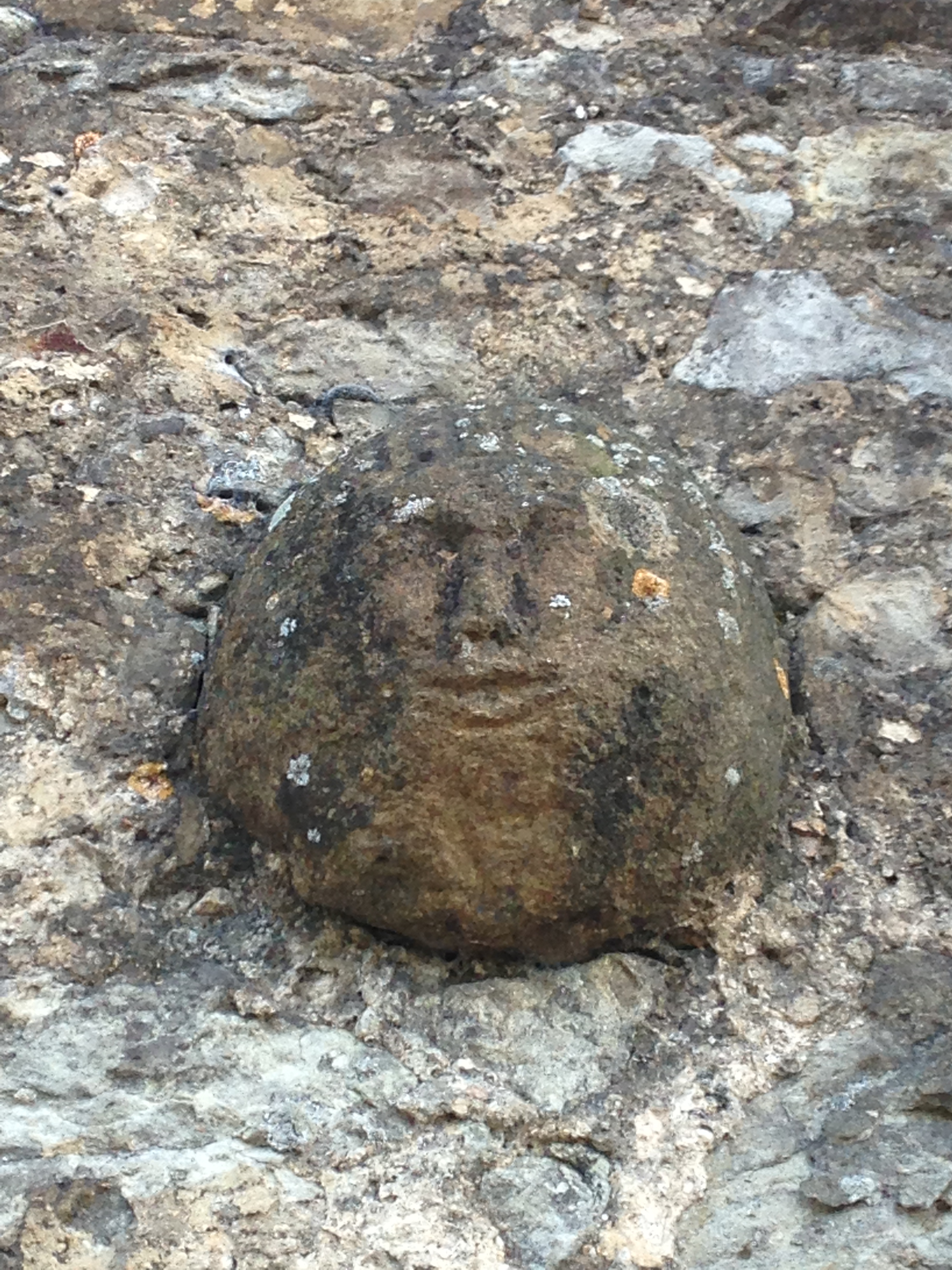
Ceredolo dei Coppi - Bugna
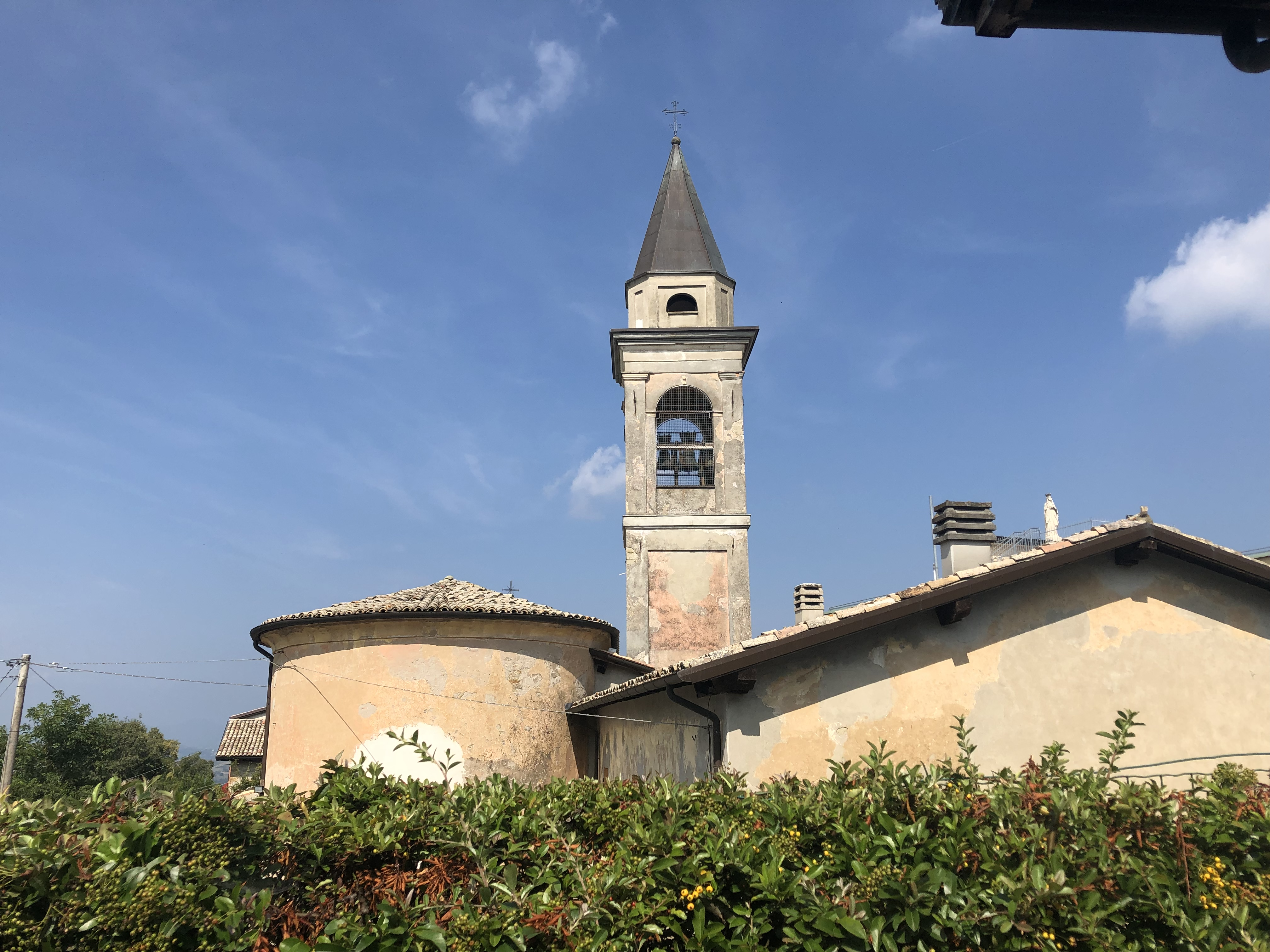
Chiesa di San Pellegrino
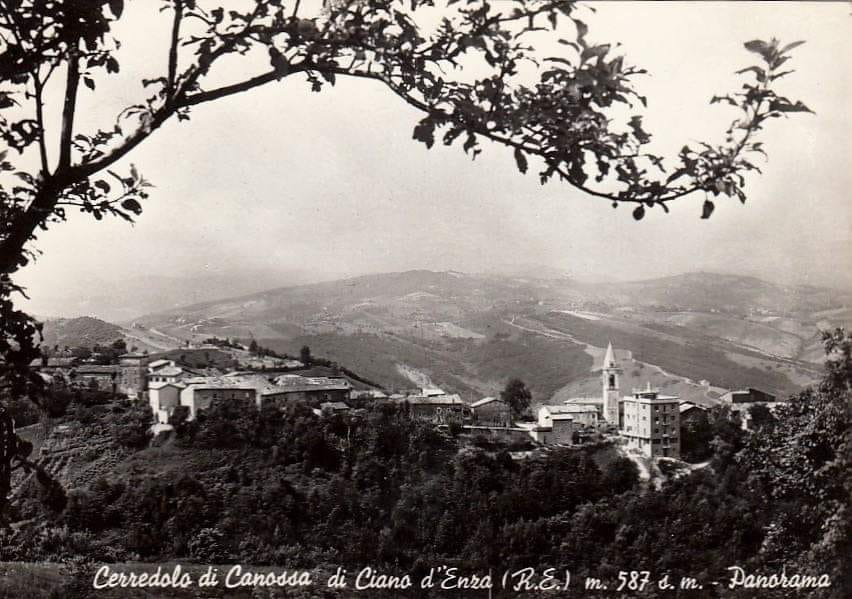
Foto d'epoca (da SP 54)

Nel 2021 è transitato per il paese il Giro d'Italia in occasione della quarta tappa Piacenza-Sestola.

## Monumenti e luoghi d'interesse
Le principali attrattive nei dintorni del borgo sono rappresentate da monumenti o luoghi di particolare interesse naturalistico e ambientale:
- Chiesa di San Pellegrino Confessore: costruita tra il 1820 e il 1830, questa chiesa ha subito un recente restauro degli affreschi presenti su tutte le pareti interne, volte comprese. L'interno è caratterizzato da una navata unica con due cappelle per lato e abside semicircolare. La pavimentazione è costituita da mattonelle di graniglia posate con orditura obliqua. Per la struttura portante sono stati utilizzati conci di pietra arenaria e l'esterno è rivestito con intonaco. Una canonica è annessa alla chiesa.
- Castello di Ceredolo dei Coppi "Castellaccio": oggigiorno restano solamente alcune tracce dei muri di fondazione avvolti dalla vegetazione. Questa struttura, citata già in alcuni documenti risalenti al 1364, è stata consegnata da Galeazzo Visconti alla famiglia Terzi, sua alleata contro il Bentivoglio di Bologna, nel 1402[13].  Esso sorgeva a ponente del paese su una collina boscosa chiamata monte Castellazzo, la cui sommità può essere raggiunta prendendo la carraia in fondo al paese.
- Castello di Rossena e torre di Rossenella: sono raggiungibili attraverso il sentiero 650 o la SP54. In alternativa è possibile prendere la carraia in fondo al paese e tenersi sulla destra per poi ricongiungersi al Sentiero 650. Nei pressi della Rossenella è possibile ammirare una rupe costituita di rocce basaltiche, dalla caratteristica colorazione rossastra, dalle quali deriva il nome della località Rossena[14]. Questa area è parte della Riserva Naturale Orientata Rupe di Campotrera.[15]
- Castello di Canossa: transitando per il Sentiero Matilde (SM) o il Sentiero dei Ducati (SD) si giunge sulla cima del Monte Tesa o a Cavandola, località dalle quali è possibile raggiungere il castello. In alternativa si può prendere la SP54.
- Monte Tesa: è possibile raggiungere questa località attraverso i numerosi sentieri che mettono in comunicazione Ceredolo dei Coppi con Canossa, Rossena e Cavandola. Tra questi ci sono il Sentiero Matilde e il Sentiero dei Ducati. Sulla sommità (690 m s.l.m.)[1] è presente un tempietto dedicato alla Madonna, sito di pellegrinaggio.
- Monte Pulce: situato a sud, questo monte ospita castagneti e risulta habitat naturale per la crescita di varie tipologie di funghi. Esso è attraversato dal sentiero 654, che permette il collegamento con il Monte Muggi e la località Faieto. Prendendo sentieri secondari è anche possibile raggiungere il borgo di Vercallo[1].
- Mulino del Diavolo: si tratta di un'antica costruzione localizzata in fondo a una gola scavata da corsi d'acqua. Di questo mulino, probabilmente esistente fin dalla prima metà del XIX secolo, non rimangono che poche tracce della canalizzazione e del volto di adduzione dell'acqua, sommerse dalla vegetazione.[16] Sono presenti cascate e stagni. Il sentiero che conduce a questo luogo incontaminato parte dal cimitero del paese (si presenta inizialmente come una carraia), ma esistono strade alternative. Lungo il percorso si è completamente avvolti dalla natura. Giunti in fondo è possibile risalire verso le pendici del Monte Barazzone o prendere le carraie che conducono alla strada asfaltata, la quale collega Barazzone a Trinità.
- Rio Campola: attraverso il sentiero 652, che collega Ceredolo dei Coppi a Bergogno (un altro borgo medievale), si giunge a questo rio situato in fondovalle. La zona è di particolare interesse naturalistico.[17]
- Rio Cerezzola: è possibile raggiungere questo sito prendendo la carraia in fondo al paese e che conduce al "Castellaccio". Proseguendo verso valle si giunge al rio e risalendo la sponda opposta si arriva in località Gazzolo, Pratolungo o Selvapiana.
- Votigno: una volta superato il paese Cavandola (raggiungibile tramite SP54 o i sentieri che portano sul Monte Tesa) è possibile arrivare a Votigno, antico borgo in cui oggi risiede la Casa del Tibet. Questa borgata può anche essere raggiunta transitando per il sentiero 652, che da Ceredolo conduce a Bergogno.[1]

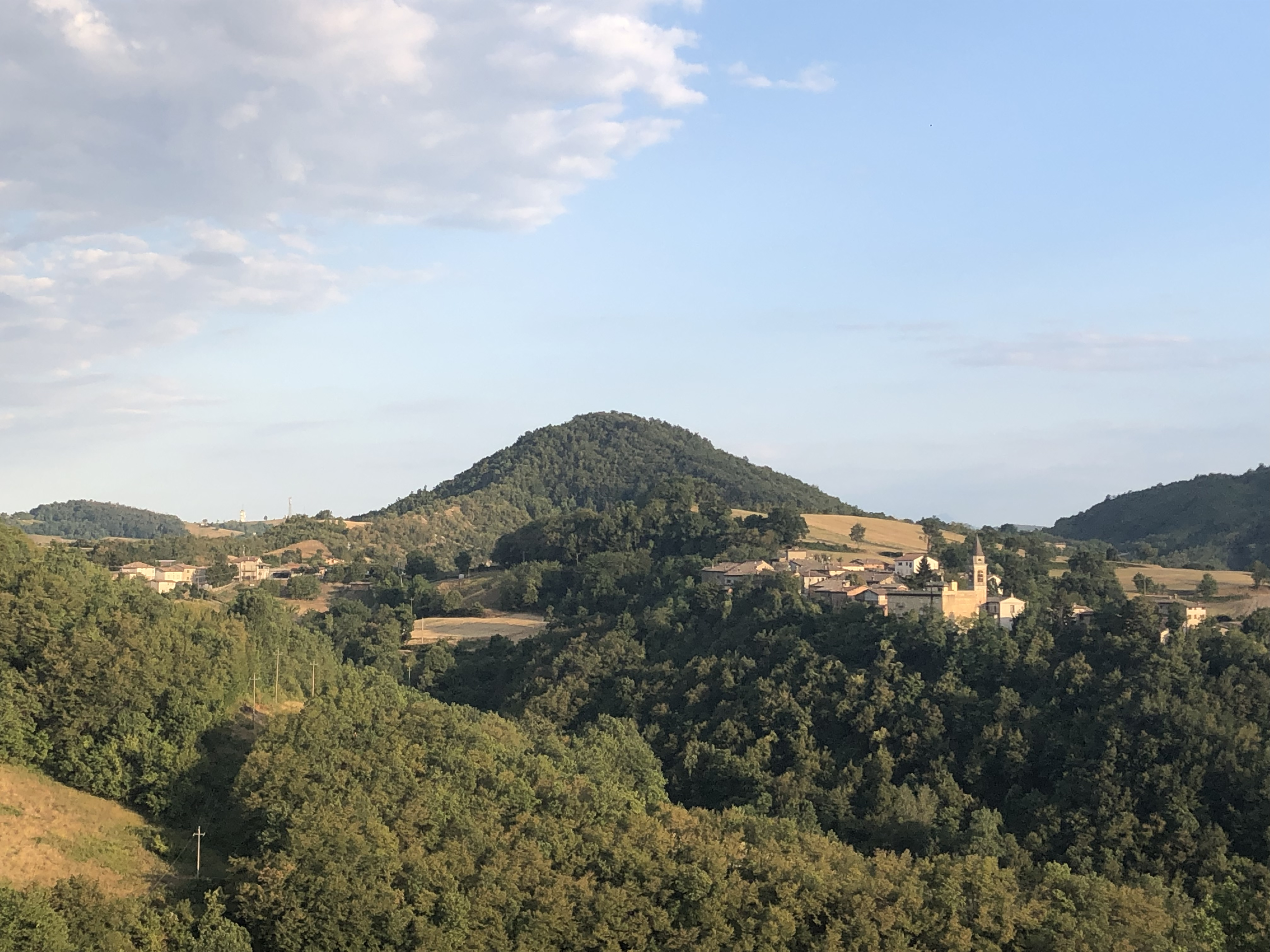
Ceredolo dei Coppi (vista da SP54)
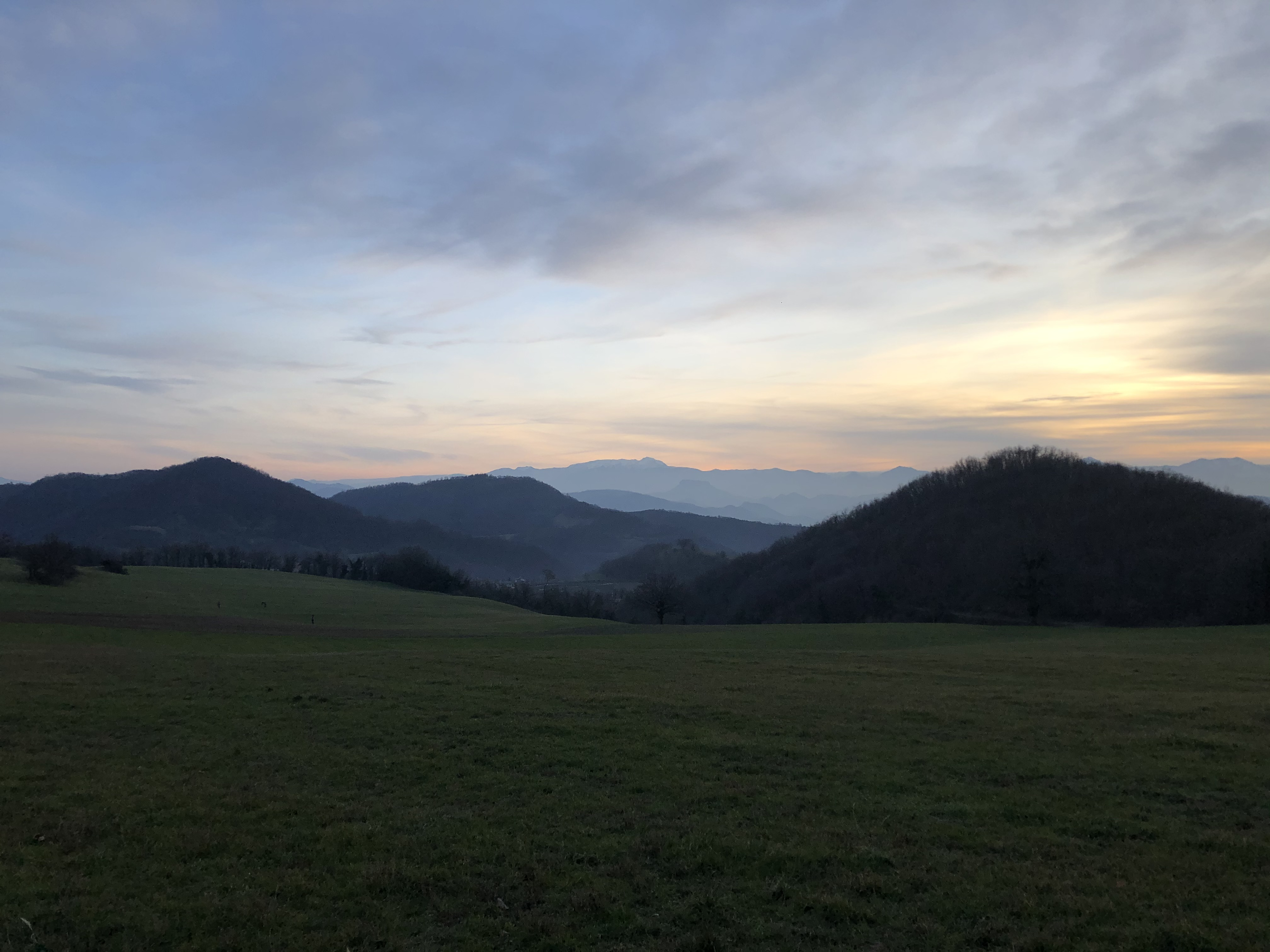
Monte Tesa - Vista sud
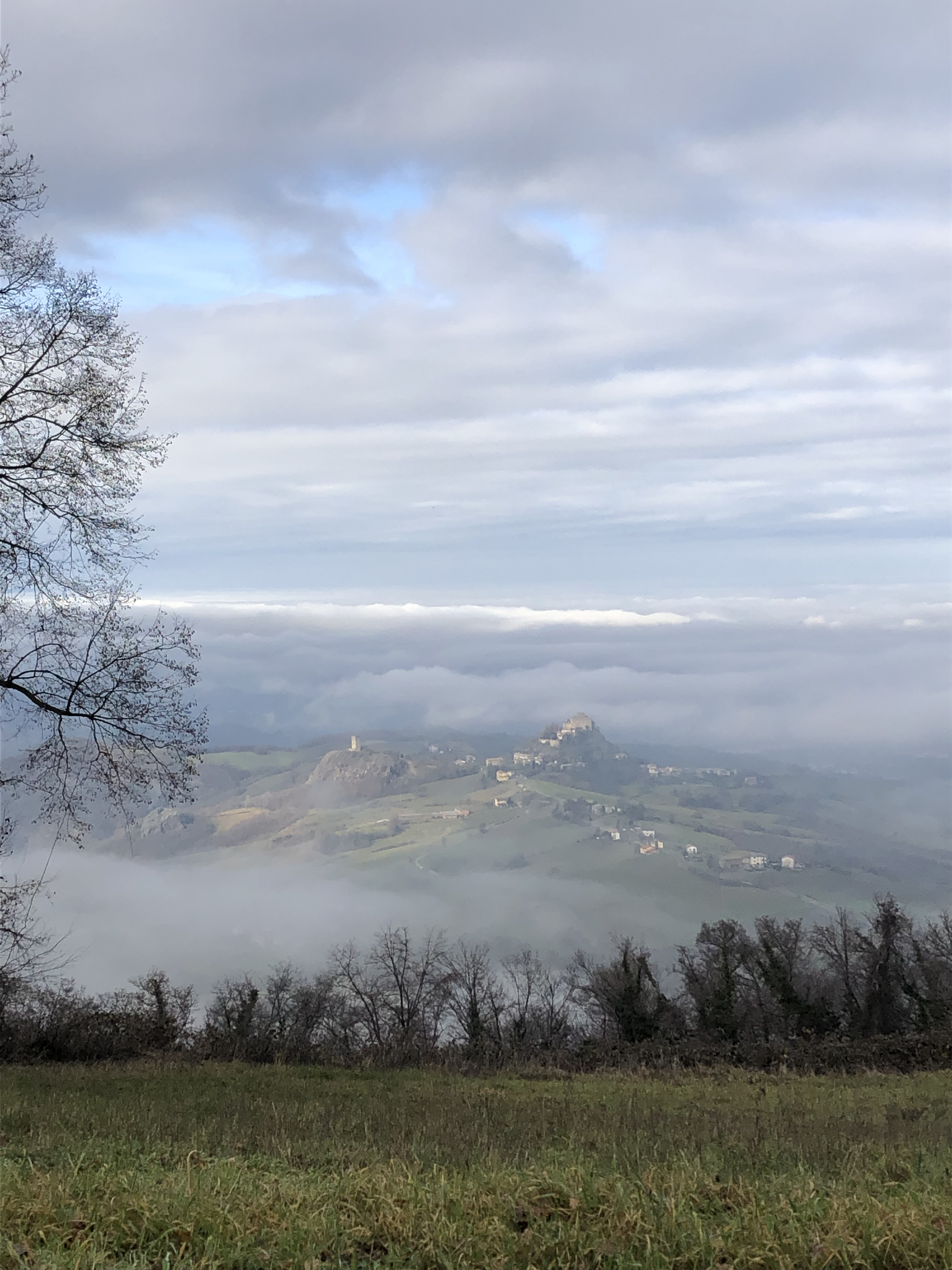
Castello di Rossena e Torre di Rossenella (Monte Tesa)
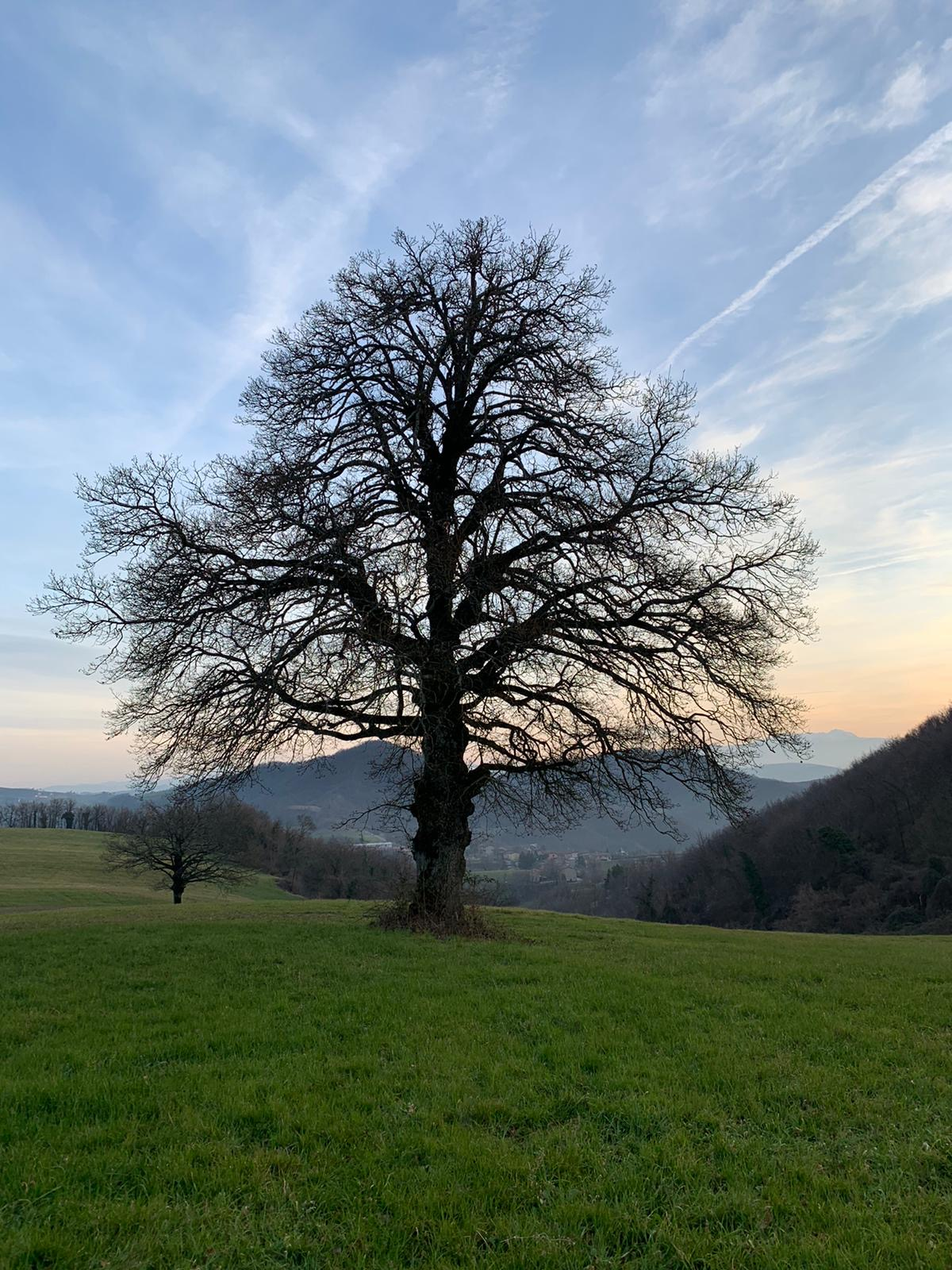
Monte Tesa - Cerro secolare
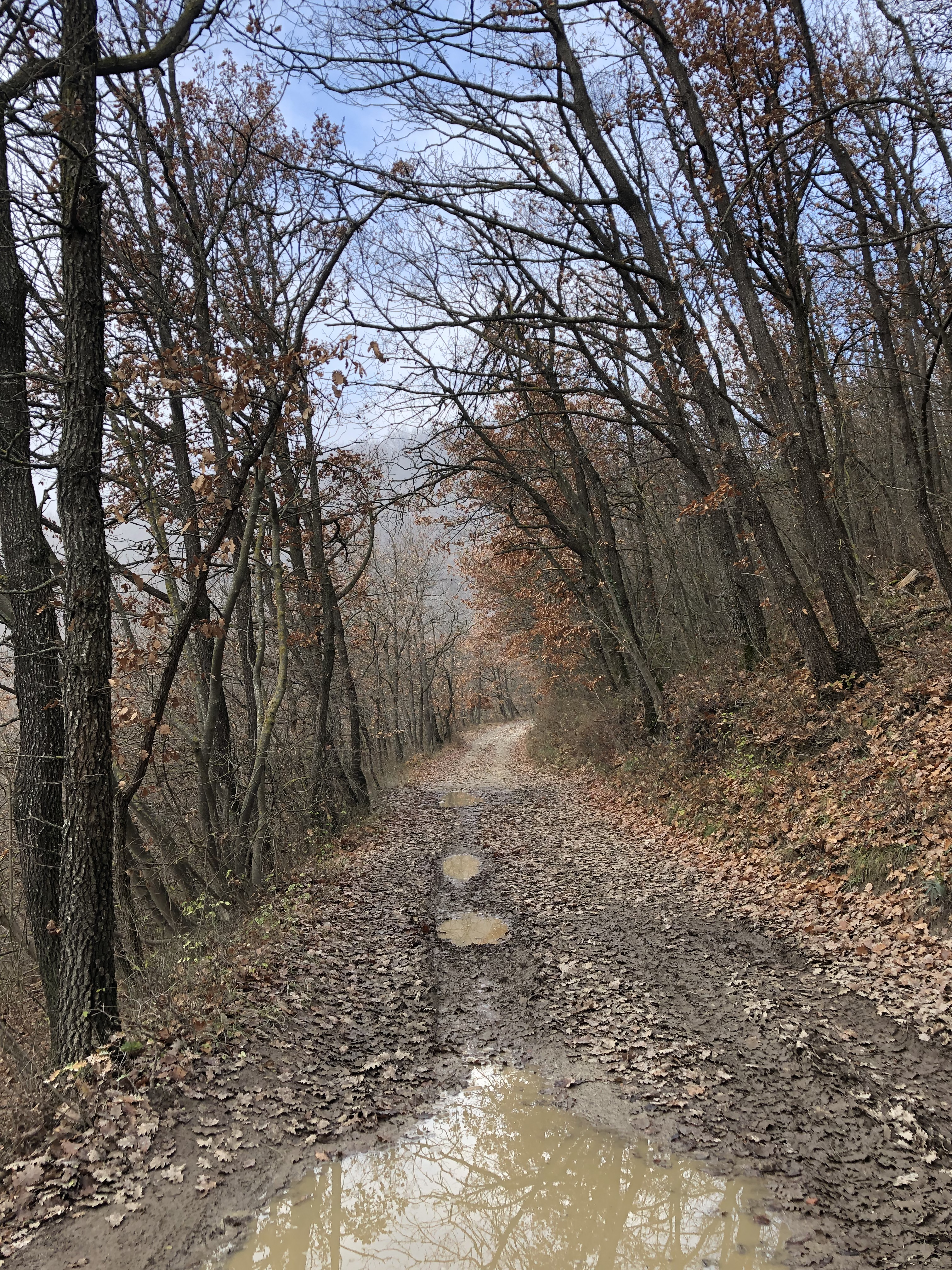
Strada che collega Ceredolo dei Coppi a Cavandola

## Economia

### Turismo
Nella stagione estiva il paese si popola di villeggianti, principalmente parenti degli abitanti locali. Inoltre, data la presenza di sentieri e strade sterrate, transitano nel paese molti ciclisti appassionati di mountain bike, carovane a cavallo e amatori delle lunghe passeggiate e degli antichi borghi. L'associazione Amici di Ceredolo dei Coppi si occupa di valorizzare il paese e il suo borgo organizzando iniziative e feste, specialmente nei mesi più caldi.
Itinerari dettagliati possono essere ricercati sul sito Rete Escursionistica Emilia Romagna(REER) .

### Attività produttive
Nel paese sono presenti un B&B, i cui proprietari gestiscono anche un allevamento di alpaca con produzione di lana e capi di abbigliamento, e un'impresa agricola che fornisce il latte per la produzione del Parmigiano Reggiano.

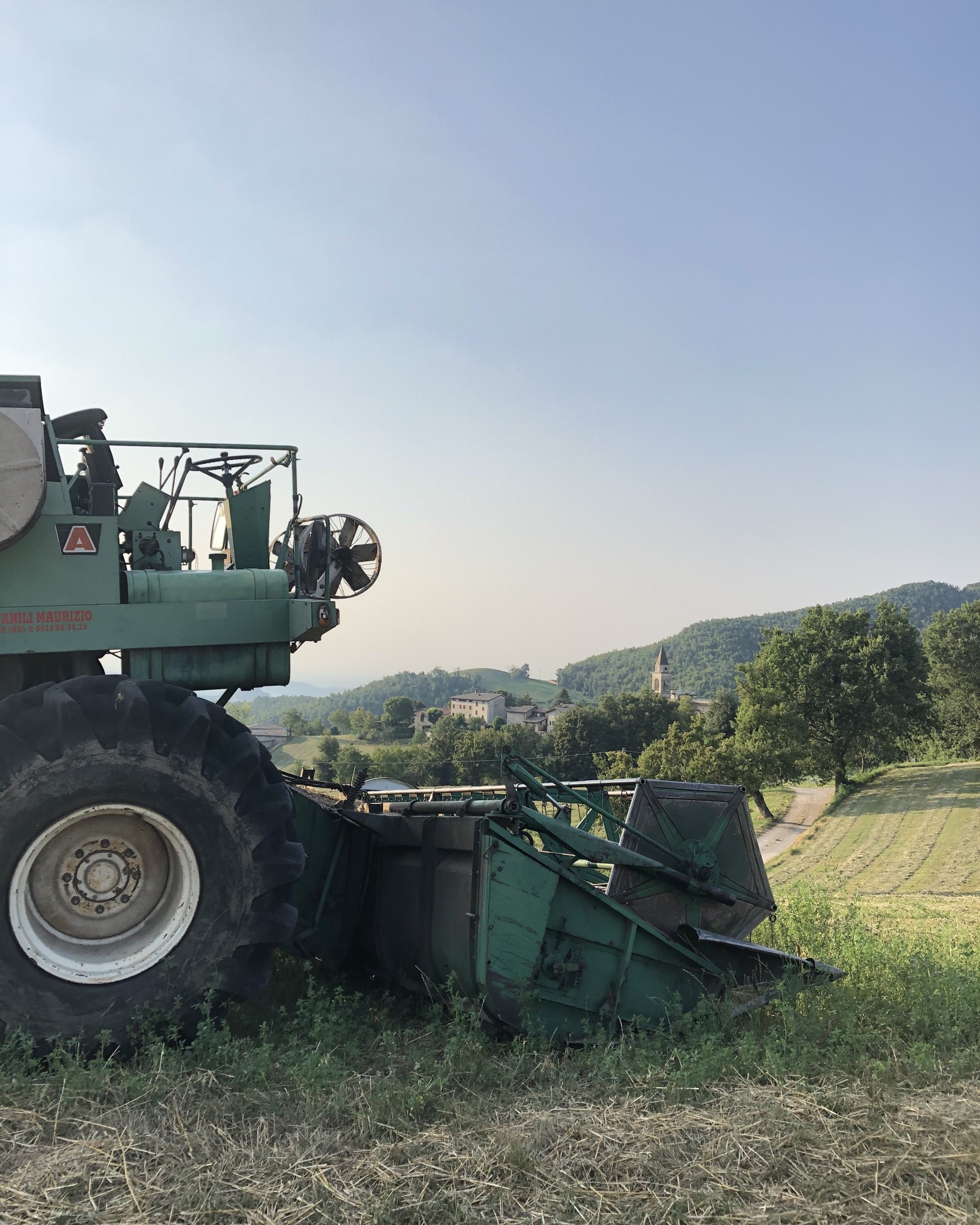
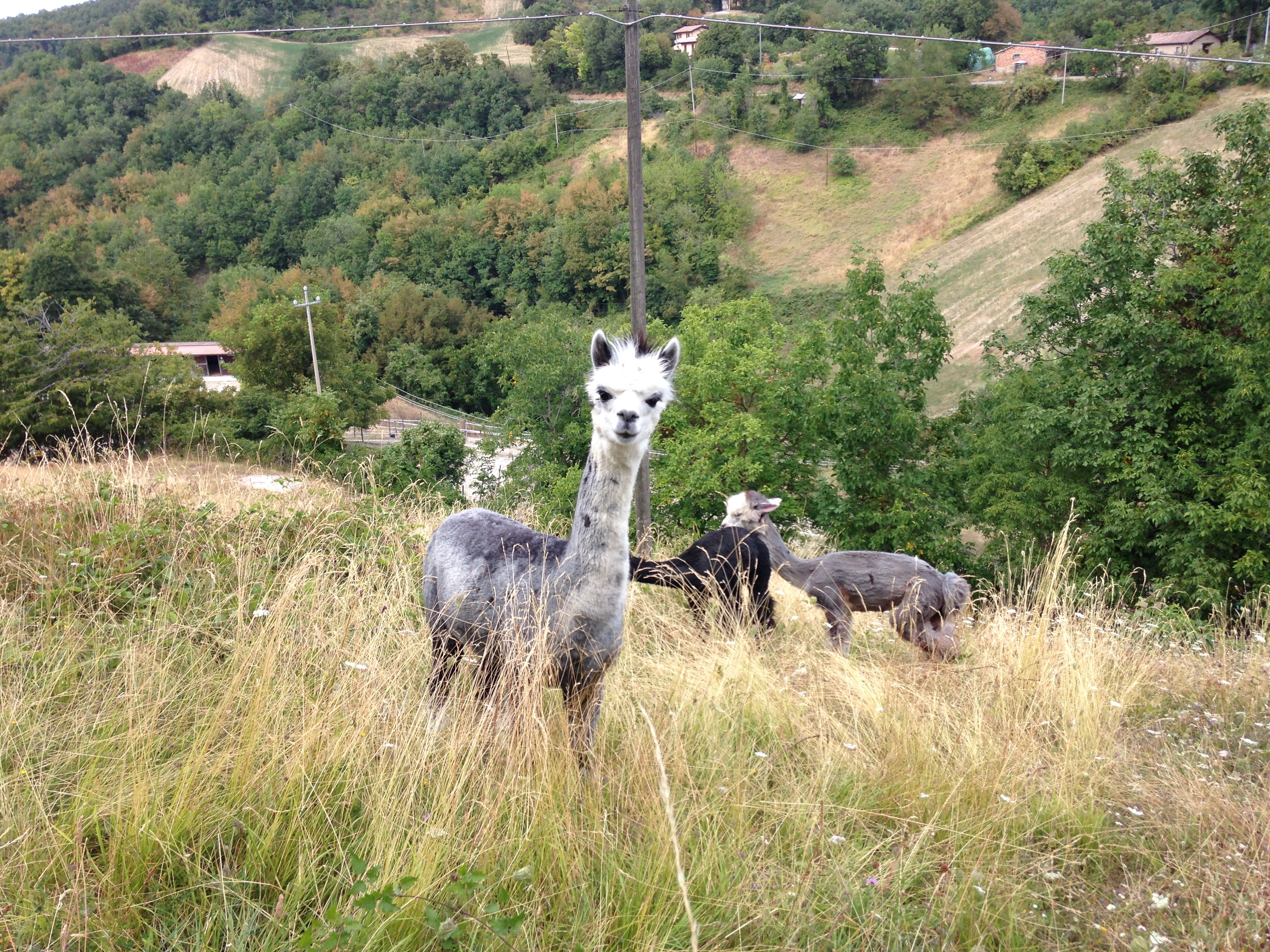
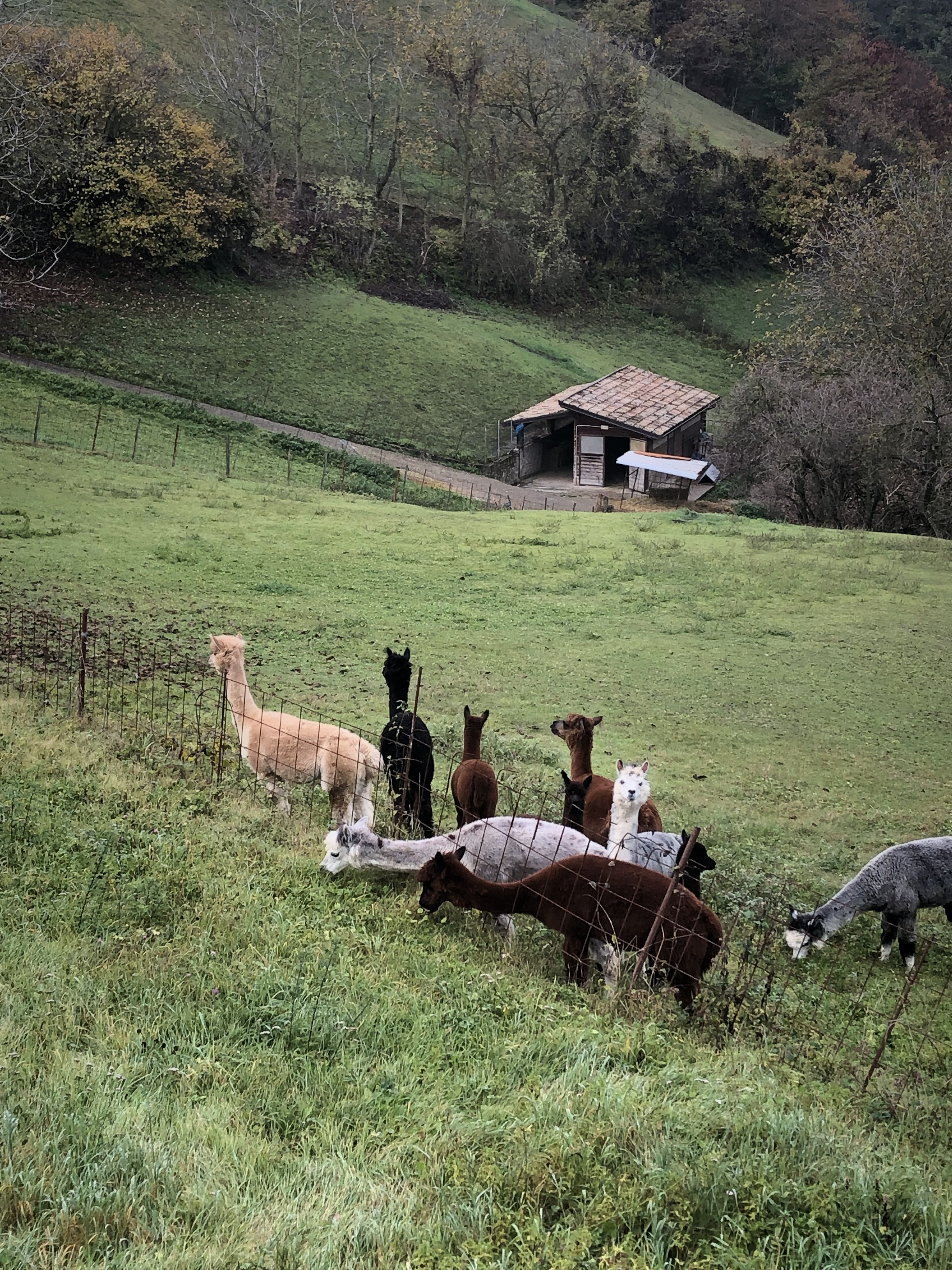

## Galleria d'immagini

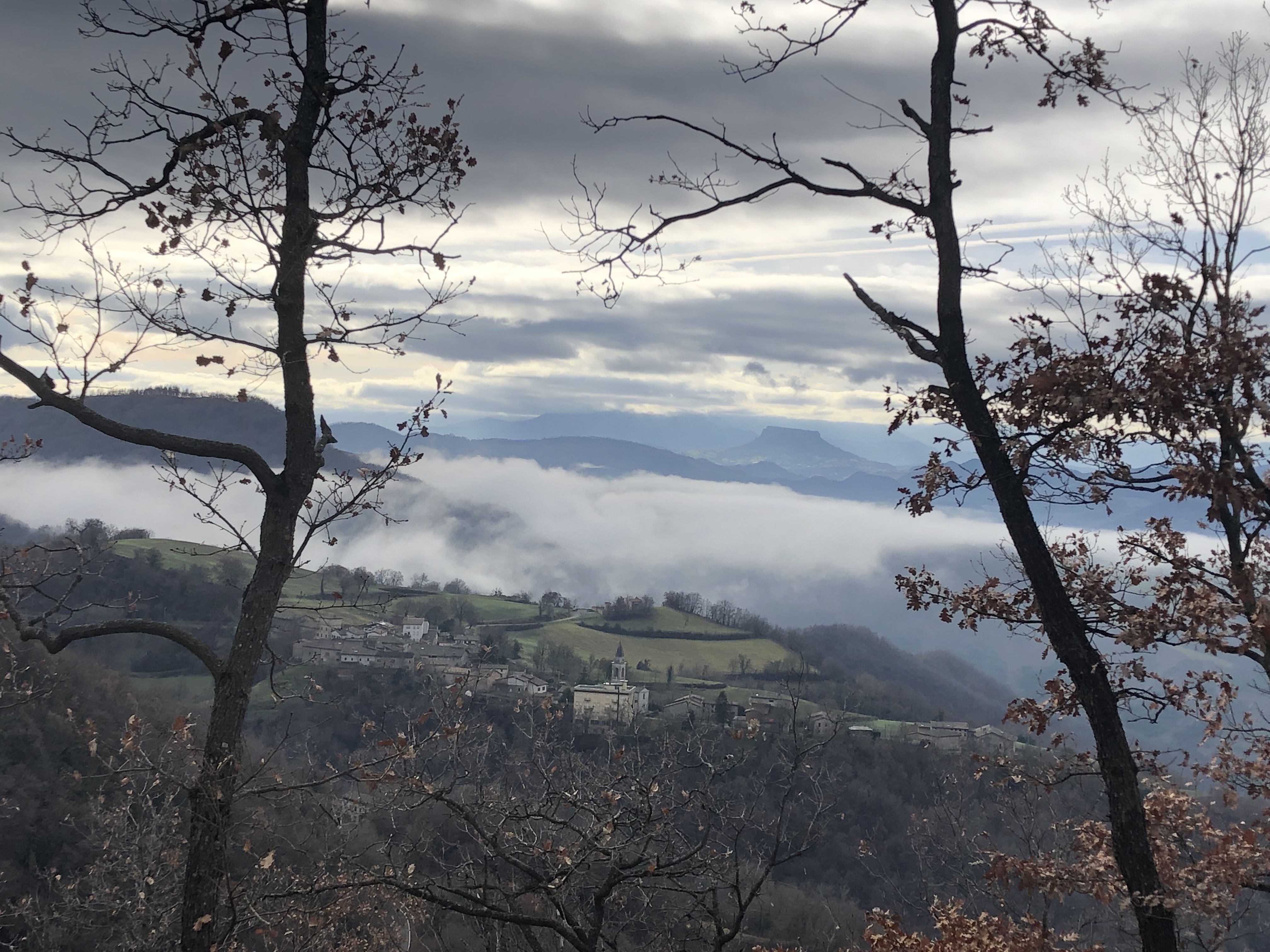
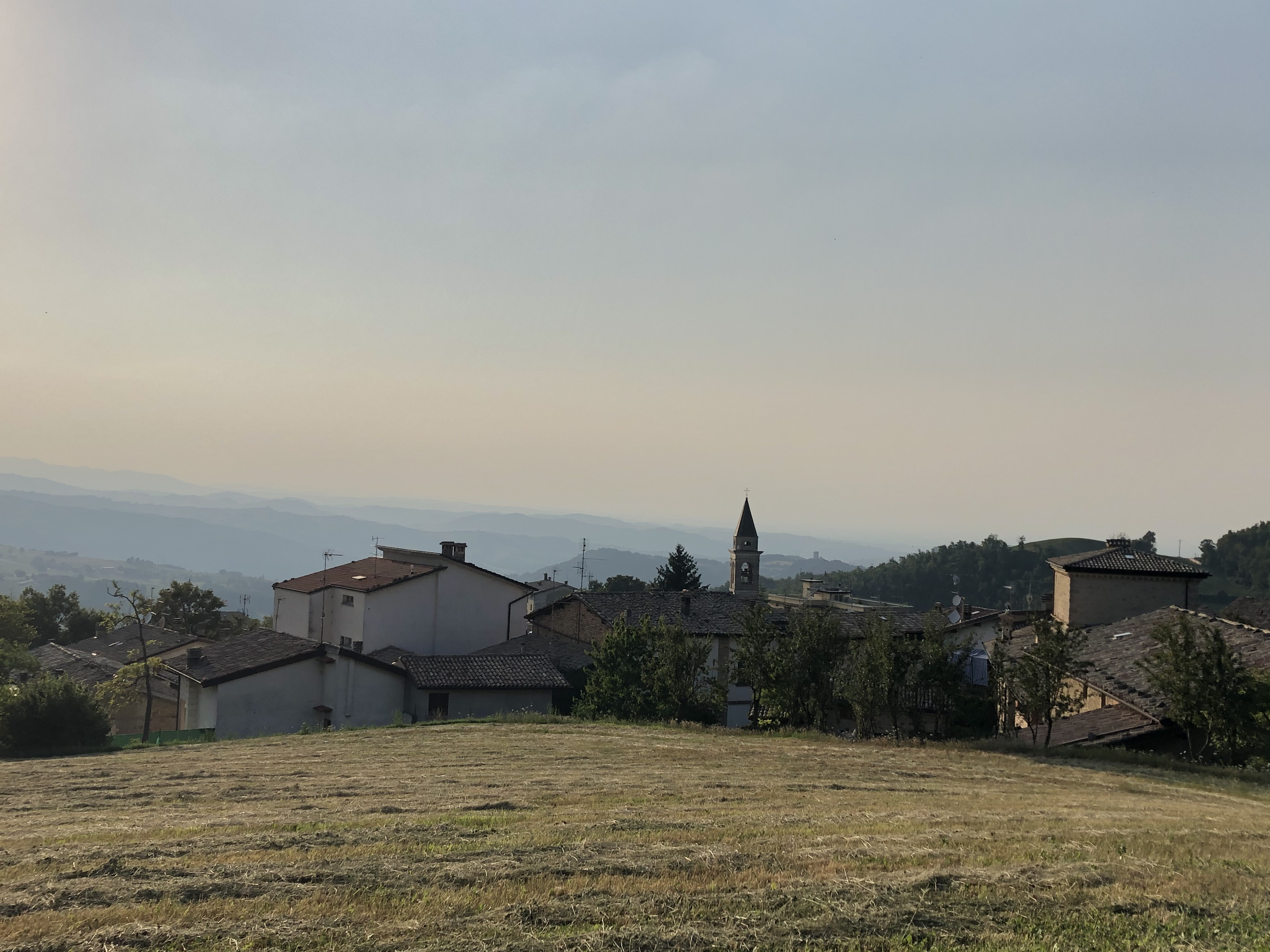
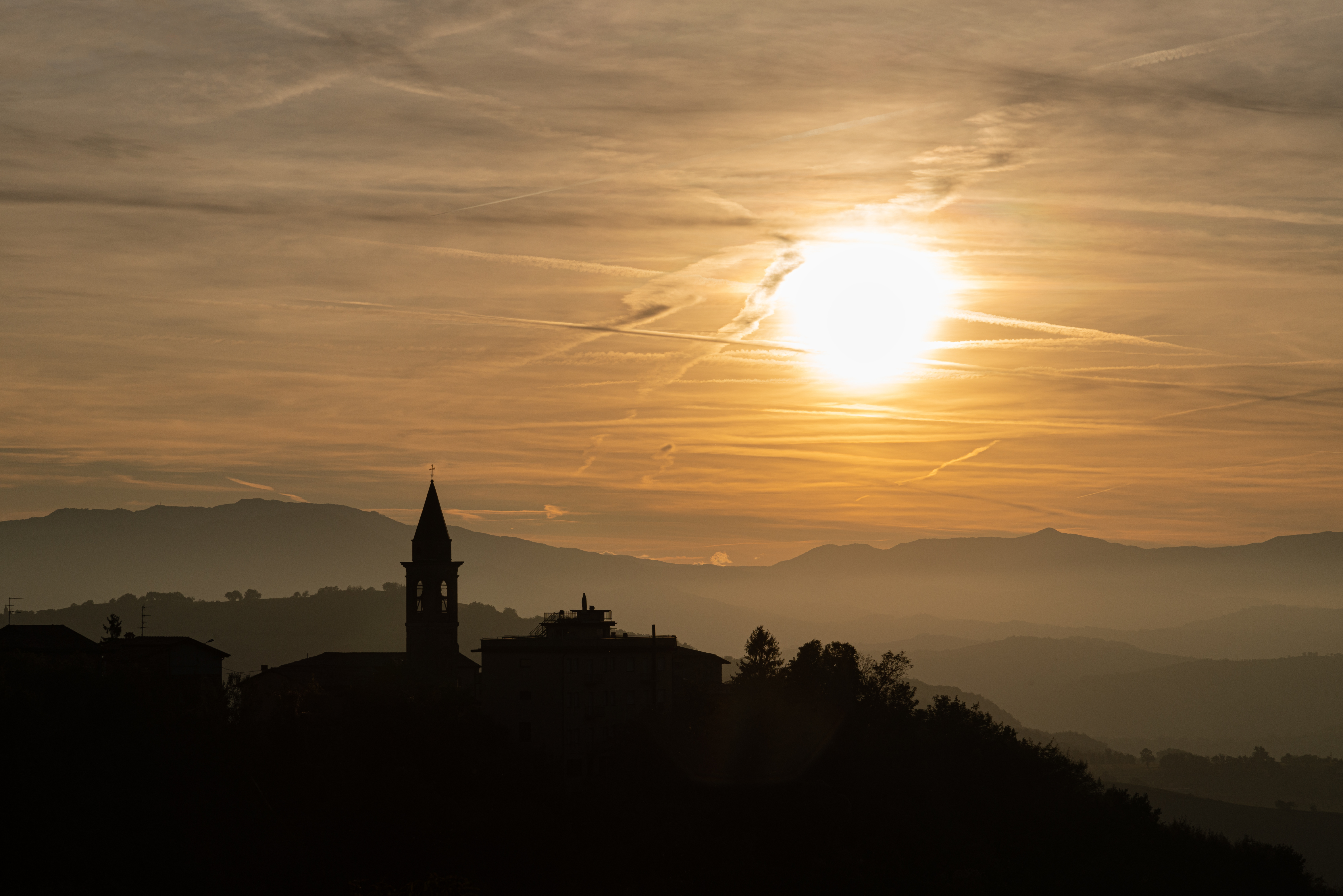
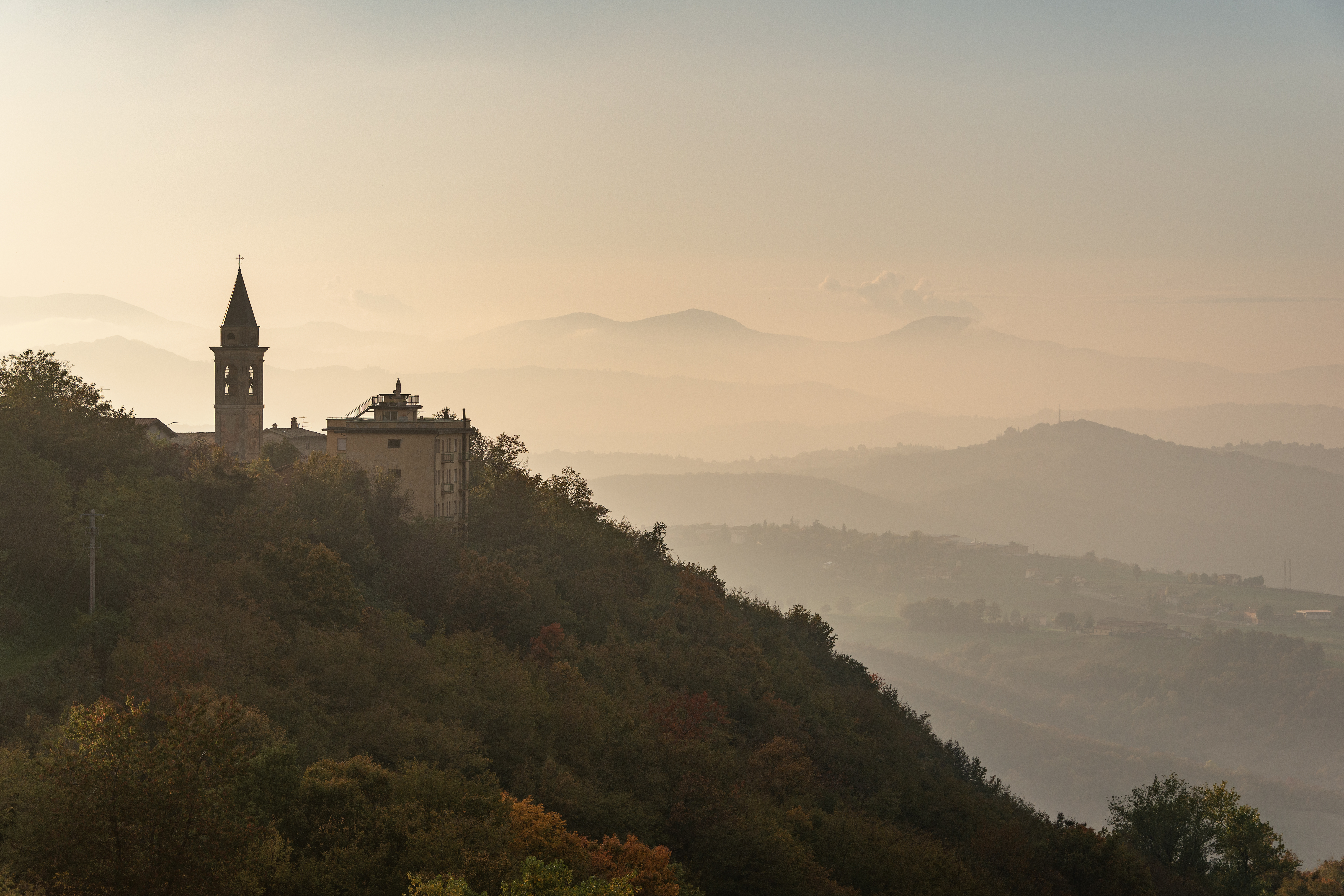
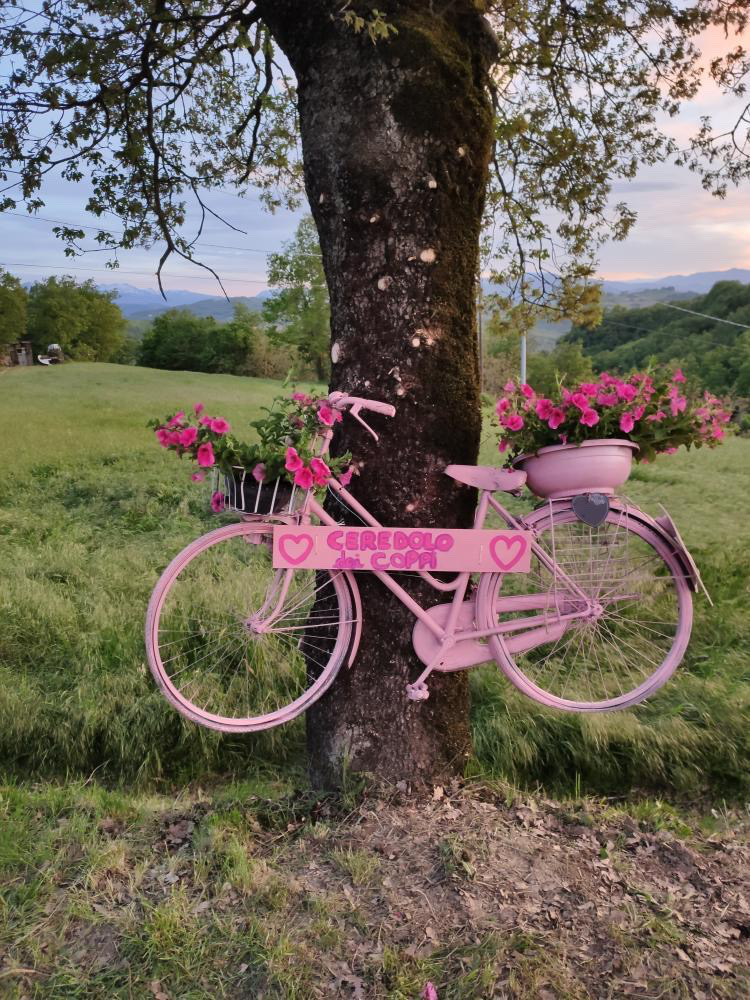
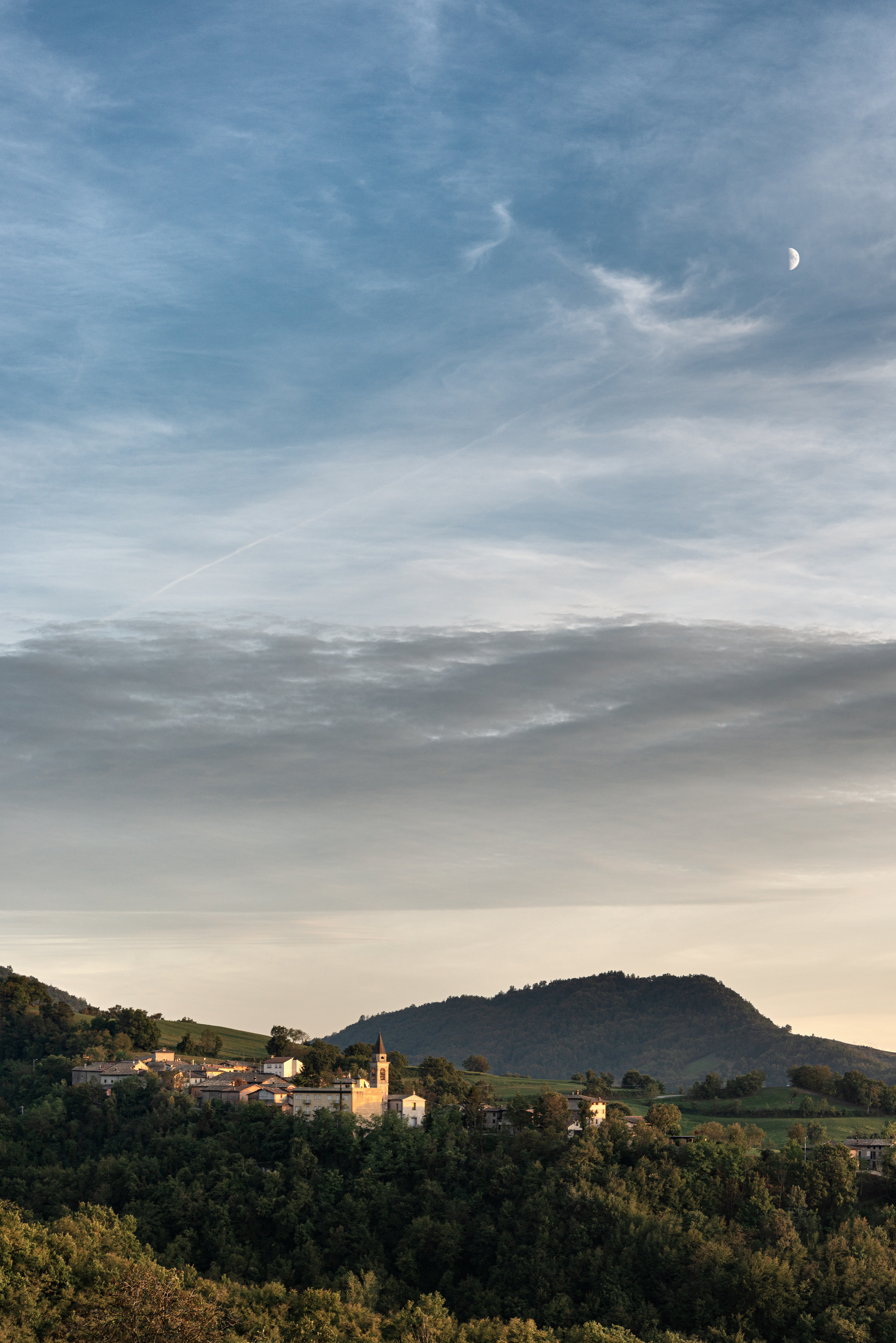
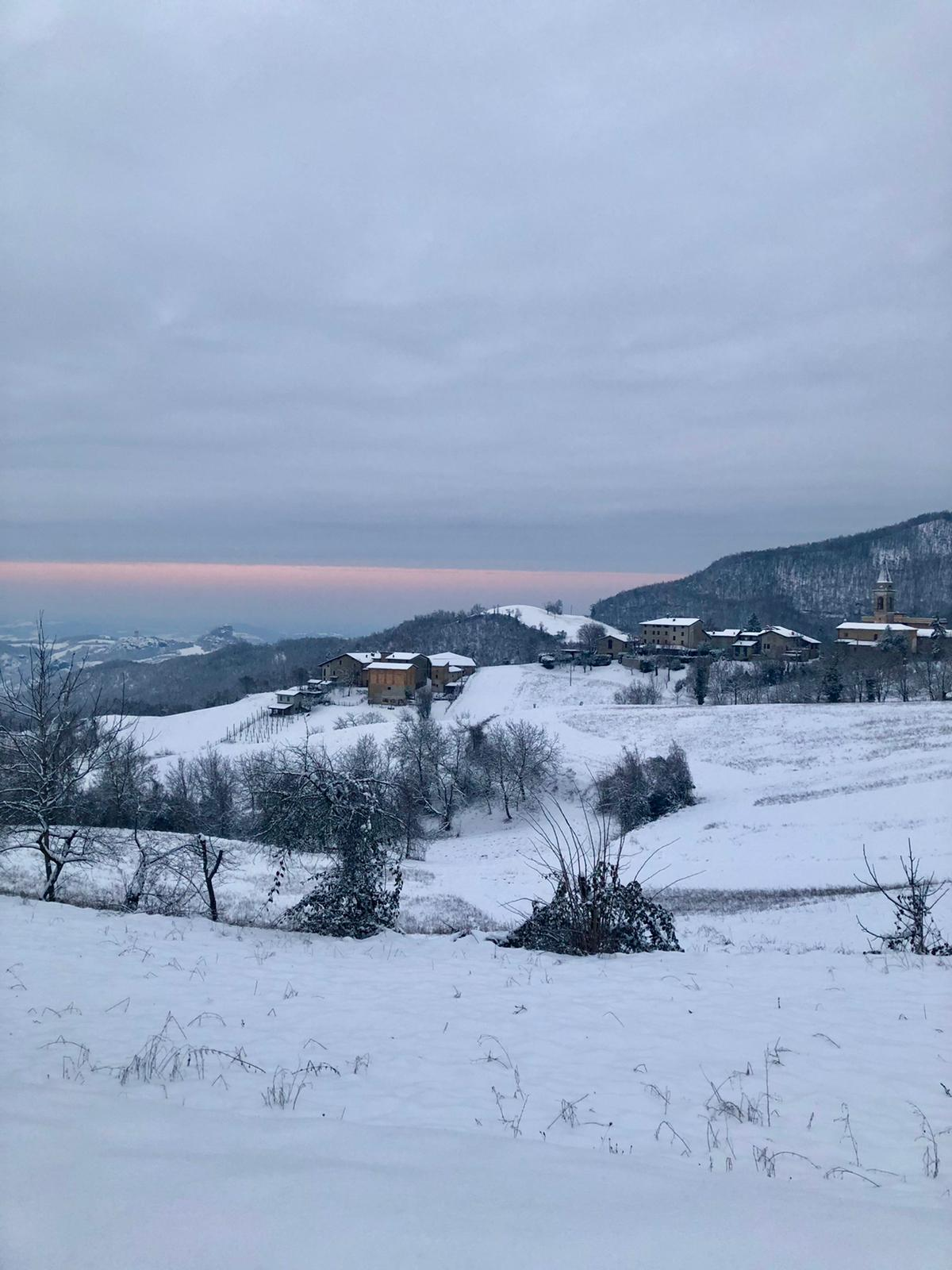